# Perro Mundo
Perro Mundo es una tira cómica argentina protagonizada por animales y publicada durante casi 30 años por el diario argentino La Nación. El guion y los dibujos son de José Miguel Heredia.

## Orígenes
La historieta Perro Mundo, se publicó en el diario La Nación durante casi 30 años, desde el 1 de marzo de 1966 hasta el 4 de noviembre de 1995. En palabras del propio autor:

"Para ese entonces me había dado cuenta que más que dibujar solamente, mi inquietud era decir cosas, expresar ideas y
para ello la tira diaria me pareció un medio comunicador muy interesante: tiene diálogo,expresión gráfica, acción secuencial
y presencia cotidiana. Con esa finalidad de comunicación nació Perro Mundo que, merced a una corazonada periodística de
Octavio Hornos Paz, comenzó a publicarse en La Nación, en 1966."

## Personajes
Lista de personajes principales:
- Poeta: el autor se basa en su persona para crear este carácter.
- Pebete: un chico simplón.
- Mercurio: empresario nato, siempre buscando un nicho de negocios.
- Yogoletto: el bufón; su nombre es una mezcla de 'Yorik' y 'Rigoletto'.
- El Diablo.
- Lex: pretende dedicarse a la política.
- El Gran Abuelo.
- Nick: un basset bastante filosófico.
- Reina: una perrita abandonada.
- Tomate: Un personaje no violento. Fundador del "Comité Tomate contra la violencia".
- Pantagruel: un tipo voraz.
- Poliya: dormilón y soñador compulsivo.
- Pucho: un personaje vulgar.
- Anacoreta.
- Bodoni: trabaja para el periódico El ladrido imparcial.

También aparecen esporádicamente:
- Paco Pum: un tirabombas. En una ocasión se lo define como "extremista" (fue dibujado en el extremo derecho de una tira).
- Capitán: ladra, y ladra, y ladra.
- Parrafal: un escritor intrascendente.

## Trama
Los animales que habitan estas tiras «representan la conciencia crítica del ser humano». La historieta suele exhibir poco optimismo y bastante ironía. Poeta, el protagonista, es un idealista, aunque muchas veces lo embargue la tristeza que le provoca la realidad, y siempre conserva la esperanza de que ese ser humano tan plagado de egoísmos pueda cambiar.

"Busqué personajes que podían ser observadores del hombre sin poder modificar la situación; eran nada más que observadores." (Heredia)

## Desaparición
Después de casi 30 años en La Nación, y tras un período de ausencia, la tira Perro Mundo se publicó en el diario La Prensa a partir del 1.º de abril de 2002 con el título "Perro Mundo (globalizado)", agregando color a sus dibujos, 
durante dos años y terminando allí su ciclo de vida periodístico en el año 2003, aunque ocasionalmente saliera publicada alguna tira
en otras publicaciones o en la web.

## Publicaciones en español
- Perro Mundo (selección de tiras publicadas en el diario La Nación). Primera edición: diciembre de 1968. Ediciones Internacionales
- Perro Mundo 1 (selección de tiras publicadas en el diario La Nación). Primera edición: 1977. La empresa de las buenas cosas, SRL
- Colección Grandes Humoristas Argentinos.  Primera edición: marzo de 1989. Hyspamerica
- Perro Mundo TEAlegra (selección de tiras publicadas en el diario La Nación). Primera edición: 2002. Asociación Cultural TEA

## Reconocimientos
El autor fue galardonado en sucesivas oportunidades por su trabajo. Entre las distinciones recibidas
a lo largo de su trayectoria se encuentran:
- Diploma de Honor otorgado por la Sociedad Protectora de Animales.
- Medalla de Oro otorgada por la Comisión Coordinadora para el Día del Niño en 1969.
- Premio Santa Clara de Asís.
- Primer premio en la categoría «Caricaturas» en el concurso anual Adepa-Rizzutto en 1976, la primera vez que se premió una historieta.